# Théâtre de l'Utopie
 (janvier 2019).
Si vous disposez d'ouvrages ou d'articles de référence ou si vous connaissez des sites web de qualité traitant du thème abordé ici, merci de compléter l'article en donnant les références utiles à sa vérifiabilité et en les liant à la section « Notes et références ».
Le Théâtre de l'Utopie a été créé en 1971 à Tours par Patrick Collet. Il est invité à s'installer à La Rochelle en 1976.
Le Théâtre de l'Utopie a bénéficié d’un bâtiment et d’une salle de spectacles attribués par la ville de La Rochelle.
Il est subventionné depuis 30 ans par la ville, le département, la région et l’État/ministère de la Culture et le ministère des Affaires étrangères pour certaines opérations internationales.